# Anacolosa
Anacolosa, biljni rod iz porodice Olacaceae ili Aptandraceae,  dio reda santalolike (Santalales). Postoji 15 vrsta (grmovi i drveće) u zapadnoj tropskoj Africi, Madagaskaru, tropskoj Aziji i zapadnom Pacifiku.

## Vrste
1. Anacolosa casearioides Cavaco & Keraudren
2. Anacolosa cauliflora Sleumer
3. Anacolosa clarkii Pierre
4. Anacolosa crassipes (Kurz) Kurz
5. Anacolosa densiflora Bedd.
6. Anacolosa frutescens (Blume) Blume
7. Anacolosa glochidiiformis Kaneh. & Hatus.
8. Anacolosa griffithii Mast.
9. Anacolosa ilicoides Mast.
10. Anacolosa insularis Christoph.
11. Anacolosa lutea Gillespie
12. Anacolosa papuana Schellenb.
13. Anacolosa pervilleana Baill.
14. Anacolosa poilanei Gagnep.
15. Anacolosa uncifera Louis & Boutique